# Wynona
Wynona és un poble dels Estats Units a l'estat d'Oklahoma. Va ser fundada per un ranxer local Osage-Cherokee, Antoine Rogers, el 1903.
Segons el cens del 2000 tenia 531 habitants.

## Demografia
Segons el cens del 2000, Wynona tenia 531 habitants, 221 habitatges, i 150 famílies. La densitat de població era de 379,7 habitants per km².
Dels 221 habitatges en un 29,4% hi vivien nens de menys de 18 anys, en un 52,9% hi vivien parelles casades, en un 10,4% dones solteres, i en un 32,1% no eren unitats familiars. En el 28,5% dels habitatges hi vivien persones soles el 12,7% de les quals corresponia a persones de 65 anys o més que vivien soles. El nombre mitjà de persones vivint en cada habitatge era de 2,4 i el nombre mitjà de persones que vivien en cada família era de 2,96.
Per edats la població es repartia de la següent manera: un 25% tenia menys de 18 anys, un 8,9% entre 18 i 24, un 26,2% entre 25 i 44, un 25,6% de 45 a 60 i un 14,3% 65 anys o més.
L'edat mediana era de 36 anys. Per cada 100 dones de 18 o més anys hi havia 98 homes.
La renda mediana per habitatge era de 24.917 $ i la renda mediana per família de 32.500 $. Els homes tenien una renda mediana de 23.750 $ mentre que les dones 16.932 $. La renda per capita de la població era de 14.201 $. Entorn del 9,6% de les famílies i el 14,4% de la població estaven per davall del llindar de pobresa.

## Poblacions més properes
El següent diagrama mostra les poblacions més properes.

## Govern
Wynona està governat per una mesa local.